# ジャニナ・ガヴァンカー
ジャニナ・ガヴァンカー（Janina Gavankar,  1980年11月29日 - ）は、アメリカ合衆国のミュージシャン、女優である。

## 来歴
1980年、イリノイ州ジョリエットに生まれる。両親ともにインド系で、父親はエンジニアだった。2002年にアイス・キューブ主演のコメディ映画『バーバーショップ』で映画デビューを果たす。それから本格的に女優活動を開始し、2007年から出演したテレビシリーズ『Lの世界』で注目され始め、2011年からレギュラーで出演した『トゥルーブラッド』で人気を得た。それら以外でも様々な話題ドラマにゲスト出演を果たしている。

## 出演作品

### 映画
- バーバーショップ Barbershop (2002)
- ダーク Dark (2003)
- バーバーショップ2 Barbershop 2: Back in Business (2004)
- Cup of My Blood (2005)
- Dash 4 Cash (2007) ※テレビ映画
- Shattered! (2008)
- Men, Interrupted (2010)
- The Custom Mary (2011)
- Satellite of Love (2012)
- Who's Afraid of Vagina Wolf? (2013)
- Code Academy (2014)
- ベガス流 ヴァージンロードへの道 Think Like a Man Too (2014)
- シドニー・ホールの失踪 The Vanishing of Sidney Hall (2018)
- ブラインドスポッティング Blindspotting (2018)
- ザ・ウェイバック The Way Back (2020)
- 静かなる侵蝕 Encounter (2021)
- ボーダーランズ (映画) Borderlands (2024)

### アニメ映画
- Quantum Quest: A Cassini Space Odyssey (2010)

### テレビドラマ
- ダナ&ルー リッテンハウス女性クリニック Strong Medicine (2004)
- Girlfriends (2005)
- Lの世界 The L Word (2007 - 2009)
- My Boys (2008)
- スターゲイト アトランティス Stargate: Atlantis (2008)
- グレイズ・アナトミー 恋の解剖学 Grey's Anatomy (2008)
- NCIS 〜ネイビー犯罪捜査班 NCIS: Naval Criminal Investigative Service (2009)
- ドールハウス Dollhouse (2009)
- The Cleaner (2009)
- スリー・リバーズ ～命をつなぐ熱き医師たち Three Rivers (2009)
- ザ・リーグ The League (2009 - 2013)
- The Gates (2010)
- トゥルーブラッド True Blood (2011 - 2013)
- Traffic Light (2011)
- ARROW/アロー Arrow (2013)
- The Goodwin Games (2013)
- Just Face It (2013)
- ヴァンパイア・ダイアリーズ The Vampire Diaries (2013)
- Nikki & Nora: The N&N Files (2013)

### ゲーム
スター・ウォーズ バトルフロントII (2017)　アイデン・ヴェルシオ役

Alan Wake 2　キラン・エステベス役

## 参照
1. ↑  http://sapnamagazine.com/2010/janina-gavankar/